# Leszek Zdunik
Julian Leszek Zdunik – polski astronom, profesor nauk fizycznych.

## Życiorys
Ukończył studia fizyczne na Wydziale Fizyki Technicznej i Matematyki Stosowanej Politechniki Warszawskiej. Doktorat z astrofizyki w 1988 roku, habilitacja – 2001, profesura – 2015. Obecnie pracuje jako profesor w Centrum Astronomicznym im. Mikołaja Kopernika Polskiej Akademii Nauk w Warszawie. Interesuje się głównie astrofizyką teoretyczną i gwiazdami neutronowymi.